# Dedniel Núñez
Dedniel Omar Núñez (Puerto Plata, República Dominicana, 5 de junio de 1996), más conocido como Dedniel Núñez, es un jugador profesional dominicano de béisbol que se desempeña en la posición de lanzador en New York Mets, equipo de las Grandes Ligas de Béisbol (MLB).

## Carrera
En 2024, Núñez hizo su debut en la MLB con el equipo New York Mets, donde lleva jugando una temporada.